# شحرور البقر الصياح
شحرور البقر الصياح (بالإنجليزية Screaming cowbird)، هو طائر متطفل (على الأعشاش) من فصيلة الصفراويات، ويوجد هذا الطائر في أمريكا الجنوبية.